# South Wallins (Kentucky)
South Wallins es un lugar designado por el censo ubicado en el condado de Harlan en el estado estadounidense de Kentucky. En el Censo de 2010 tenía una población de 859 habitantes y una densidad poblacional de 52,3 personas por km².

## Geografía
South Wallins se encuentra ubicado en las coordenadas 36°48′39″N 83°24′0″O / 36.81083, -83.40000. Según la Oficina del Censo de los Estados Unidos, South Wallins tiene una superficie total de 16.43 km², de la cual 16.35 km² corresponden a tierra firme y (0.49%) 0.08 km² es agua.

## Demografía
Según el censo de 2010, había 859 personas residiendo en South Wallins. La densidad de población era de 52,3 hab./km². De los 859 habitantes, South Wallins estaba compuesto por el 97.9% blancos, el 0% eran afroamericanos, el 0.23% eran amerindios, el 0.12% eran asiáticos, el 0% eran isleños del Pacífico, el 0.81% eran de otras razas y el 0.93% pertenecían a dos o más razas. Del total de la población el 1.28% eran hispanos o latinos de cualquier raza.